# Bachern am Wörthsee
Bachern am Wörthsee (amtlich: Bachern a.Wörthsee) ist ein Ortsteil der Gemeinde Inning am Ammersee im oberbayerischen Landkreis Starnberg.
Das Dorf liegt südöstlich des Kernortes Inning direkt am Nordwestufer des 4,34 km² großen Wörthsees auf der Gemarkung Buch am Ammersee. Am nördlichen Ortsrand fließt der Inninger Bach aus dem Wörthsee. Im Westen liegt der Kühberg (587 m).
Östlich des Ortes liegt das Naturdenkmal Bacherner Moos, durch den der Krebsbach fließt. Vom Bund Naturschutz werden hier regelmäßig Büsche entfernt, um den Zustand des Moores zu erhalten.

## Geschichte
Der Name ist im 12. Jh. als Paccharn verschriftlicht. Es liegt wohl germanisch *bakaron zugrunde (‚Bei den Leuten am Bache‘).
Der Ort gehörte ursprünglich zur Gemeinde Buch (am Ammersee), die 1975 im Zuge der Gebietsreform in Bayern nach Inning am Ammersee eingegliedert wurde.